# Vito Cucco
Vito Cucco (Torino, 9 febbraio 1962) è un allenatore di calcio a 5, ex giocatore di calcio a 5 e preparatore atletico italiano.

## Carriera
Utilizzato nel ruolo di giocatore di movimento, Cucco ha disputato 9 gare con la nazionale italiana, segnando due reti. Come massimo riconoscimento in carriera vanta la partecipazione al FIFA Futsal World Championship 1989 in cui gli azzurri sono stati eliminati nel girone del secondo turno.